# Couchey
Couchey és un municipi francès, situat al departament de la Costa d'Or i a la regió de Borgonya - Franc Comtat. El 2019 tenia 1.110 habitants.